# Степанов Олексій Степанович
Олексій Степанович Степа́нов (рос. Алексей Степанович Степанов; нар. 6 травня 1858, Сімферополь — 5 жовтня 1923, Москва) — російський живописець; академік Петербурзької академії мистецтв з 1905 року, член Товариства пересувних художніх виставок (1891—1903), один із засновників і член «Союзу російських художників» (1903—1923).

## Біографія
Народився 24 квітня [6 травня] 1858 року в місті Сімферополі (тепер Автономна Республіка Крим, Україна) в родині офіцера, учасника Севастопольської оборони. У тому ж році померла його мати, а п'ять років по тому помер батько. Опікун хлопчика, генерал Мельгунов, відвіз його в Москву і помістив в Розумовську філію Миколаївського сирітського інституту. Навчався хлопчик спочатку в Першій чоловічій гімназії, а потім в гімназійних класах Костянтинівського межового інституту, які закінчив 1879 року із званням землеміра.
У 1880—1884 роках навчався в Московському училищі живопису, скульптури та зодчества (клас Іларіона Прянішникова), займався малюнком під керівництво Євграфа Сорокіна. 1884 року, за картину «Батько і син, або військова бесіда», присвячену подіям Кримської війни, отримав срібну медаль Академії мистецтв, а незабаром меценат Павло Третьяков купив «Батька і сина» для своєї галереї.
У 1899—1918 роках викладав в Московському училищі живопису, скульптури та зодчества, професор.
Помер в Москві 5 жовтня 1923 року. Похований на Ваганьковському кладовищі.

## Творчість
Картини:
- «Лосі» (1889, Третьяковська галерея);
- «Журавлі летять» (1891, Третьяковська галерея);
- «На Волзі» (1897, Самарський обласний художній музей);
- «Ранковий привіт» (1897, Псковський державний об'єднаний історико-архітектурний та художній музей-заповідник);
- «Діти на хмизу», (1899, Ульяновський обласний художній музей);
- «Біля лісової сторожки» (1899, Національний музей «Київська картинна галерея»);
- «Портрет М. В. Мединцева» (1902, Тверська обласна картинна галерея);
- «Катання на Масляну», (1910, Ставропольський крайовий музей образотворчих мистецтв);
- «Вовки» (1912);
- «Бульвар» (1919, Національний художній музей Республіки Білорусь);
- «Кінь» (1911—1920, Нижегородський державний художній музей);
- «Хоровод» (до 1923, Республіканський художній музей імені Ц. С. Сампілова);
- «На пасовищі», (до 1923, Національний художній музей Республіки Білорусь).

## Вшанування пам'яті

меморіальна дошка

В Москві, на будинку № 8 на Покровському бульварі, де жив і працював художник, 1962 року встановлено меморіальну дошку.